# Papamosques gorjaestriat
El papamosques gorjaestriat (Eumyias additus) és una espècie d'ocell de la família dels muscicàpids (Muscicapidae). És endèmic de l'illa de Buru, a l'arxipèlag de les Moluques, Indonèsia, on habita boscos tropicals a cotes d'entre 500 i 1.500 metres. El seu estat de conservació és gairebé amenaçat.